# Fotbal Club Politehnica Iași
Il Politehnica Iași (nome completo Fotbal Club Politehnica Iași, abbreviato in FC Politehnica Iași) era una società calcistica rumena con sede nella città di Iași. Fondata nel 1945, si è sciolta nel 2010.

## Cronistoria
- 1945 - Fondato come AS Politehnica Iași
- 1948 - Rinominato CS Politehnica Iași
- 1949 - Rinominato Știinta Iași
- 1958 - Rinominato CSMS Iași
- 1960 - Prima partecipazione al campionato di massima divisione
- 1967 - Rinominato nuovamente CS Politehnica Iași
- 2000 - Fusione con l'Unirea Iaşi in Poli Unirea Iași
- 2004 - Rinominato FC Politehnica Iași
- 2010 - Retrocesso dalla Liga I. Il club si scioglie.

## Palmarès

### Competizioni nazionali
- Liga II: 1

2003-2004

### Altri piazzamenti
- Coppa di Romania:

Semifinalista: 1947-1948, 1962-1963, 1977-1978, 1984-1985
- Liga II:

Secondo posto: 2011-2012 (Serie I)